# Chassan
Chassan (russisch Хасан) ist eine Siedlung städtischen Typs in der Region Primorje des Fernen Ostens Russlands mit 492 Einwohnern (Stand 1. Oktober 2021).

## Geographie
Chassan liegt im Rajon Chassanski, der den südwestlichsten Zipfel der Region Primorje umfasst. Nordwestlich der Siedlung erstreckt sich der Chassansee, südlich fließt der Grenzfluss Tumen (russisch Tumannaja, koreanisch Tumangang). In dessen Mitte unmittelbar bei Chassan befindet sich das Dreiländereck Russland–Nordkorea–Volksrepublik China.
Der Rajon ist nach Ort und See benannt, Chassan ist jedoch nicht dessen Verwaltungssitz, sondern die etwa 75 km nordöstlich gelegene Siedlung Slawjanka.
Chassan ist die südlichste Ortschaft des russischen Fernen Ostens und die einzige an der nur 17 Kilometer langen gemeinsamen Grenze mit Nordkorea.

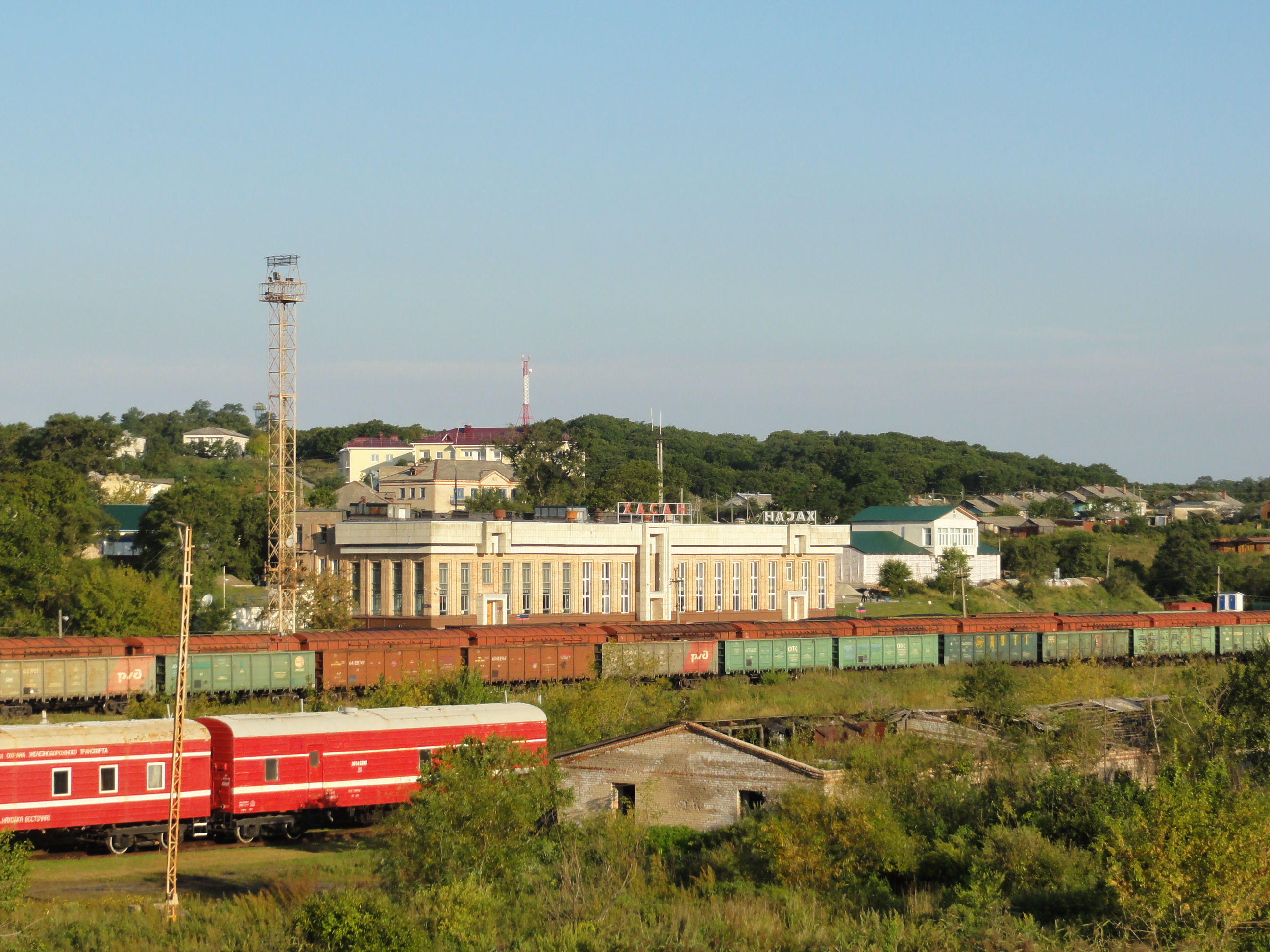
Bahnhof von Chassan
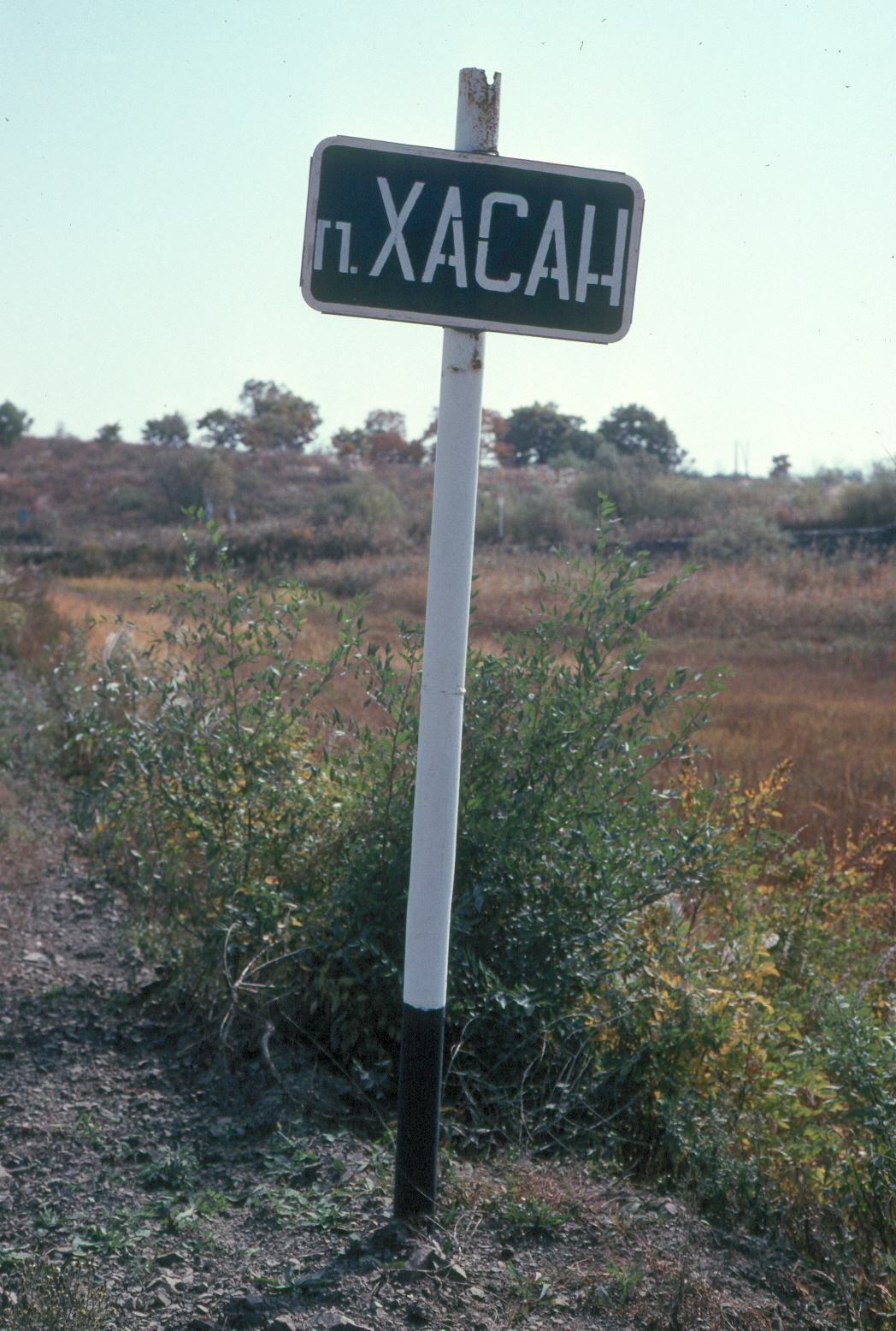
Ortsschild

## Geschichte
Der Bahnhof von Chassan, der Grenzbahnhof der Bahnstrecke Baranowski–Chassan–Rasŏn ist, wurde 1951 errichtet. 1959 entstand die Siedlung Chassan als Wohnort der an der Bahnstrecke beschäftigten Bauarbeiter. Bahnhof und Siedlung Chassan erhielten ihren Namen vom nahegelegenen Chassansee, der durch die als Schlacht am Chassansee bezeichneten Grenzgefechte zwischen Truppen der Sowjetunion und Japans (sowie Mandschukuos) im Jahre 1938 in Russland bekannt geworden ist. Im Jahr 1983 erhielt Chassan den Status einer Siedlung städtischen Typs. Die Bahnstrecke nach Nordkorea hat seit dem Zusammenbruch der Sowjetunion an Bedeutung verloren. Die Zahl der Züge, die Chassan passieren, ist mittlerweile sehr gering. Im Jahr 2005 wurden nur noch ca. 10.000 Reisende gezählt, der Güterverkehr ist ebenfalls stark rückläufig. Die Russische Bahn plant jedoch eine Erneuerung der v. a. auf koreanischer Seite maroden Strecke im Rahmen einer Transkoreanischen Eisenbahnmagistrale.

### Bevölkerungsentwicklung
| Jahr | Einwohner |
| ---- | --------- |
| 1989 | 1187      |
| 2002 | 795       |
| 2010 | 742       |
| 2021 | 492       |

Anmerkung: Volkszählungsdaten